# Xu Mengtao
Xu Mengtao (chinesisch 徐梦桃, Pinyin Xú Mèngtáo, * 12. Juli 1990 in Jilin) ist eine chinesische Freestyle-Skisportlerin. Sie ist auf die Disziplin Aerials (Springen) spezialisiert. Ihr bisher größter Erfolg ist der Gewinn des Freestyle-Gesamtweltcups in der Saison 2012/13. Hinzu kommen vier Siege in Disziplinenwertungen, der Weltmeistertitel 2013 und drei weitere WM-Medaillen.

## Biografie
Xu debütierte am 9. Dezember 2006 im Freestyle-Skiing-Weltcup und sprang in Jilin auf den siebten Platz. Einen Tag später stand sie als Dritte bereits erstmals auf dem Podest. Nachdem sie bei den Asien-Winterspielen 2007 in Changchun die Silbermedaille gewonnen hatte, kam zum Abschluss der Saison 2006/07 bei den Juniorenweltmeisterschaften in Airolo die Goldmedaille hinzu.
Während des gesamten Winters 2007/08 musste Xu verletzungsbedingt pausieren. Daraufhin hatte sie ein gelungenes Comeback und konnte am 14. Februar 2009 in Moskau den ersten Weltcupsieg feiern. Drei Wochen später gewann sie bei den Weltmeisterschaften 2009 in Inawashiro hinter Li Nina die Silbermedaille. In der Saison 2009/10 stand sie dreimal auf dem Podest (darunter ein Sieg) und gehörte deshalb zu den Favoritinnen für den Gewinn einer Medaille bei den Olympischen Winterspielen 2010. In Whistler führte sie denn auch nach dem ersten Durchgang, fiel aber im zweiten Durchgang auf den sechsten Platz zurück.
Nachdem Xu in der Saison 2010/11 zwei weitere Weltcupspringen gewonnen hatte, gewann sie bei den Weltmeisterschaften 2011 in Deer Valley erneut die Silbermedaille, dieses Mal hinter Cheng Shuang. In der Saison 2011/12 erwies sich Xu als überlegen. Sie gewann fünf von neun Weltcupspringen, hinzu kamen zwei zweite Plätze. Damit entschied sie mit großem Vorsprung die Aerials-Disziplinenwertung für sich und belegte im Gesamtweltcup den zweiten Platz. Auch in der Weltcupsaison 2012/13 ließ sie der Konkurrenz kaum eine Chance: Von den sechs ausgetragenen Wettbewerben gewann sie fünf, einmal wurde sie Dritte. Überlegen entschied sie die Aerials-Disziplinenwertung für sich, ebenso den Gesamtweltcup. Bei den Weltmeisterschaften 2013 in Voss gewann sie die Goldmedaille
In der Weltcupsaison 2013/14 stand Xu zweimal als Dritte auf dem Podest. Bei den Olympischen Winterspielen 2014 in Sotschi gewann sie die Silbermedaille. Zum Auftakt des Winters 2014/15 gewann sie zwei Weltcupspringen, hatte dann jedoch eine recht durchzogene Saison. Beim Saisonhöhepunkt, den Weltmeisterschaften 2015 am Kreischberg, verpasste sie den Sieg um weniger als zwei Punkte und gewann somit die Bronzemedaille. Die darauf folgende Saison 2015/16 brach sie bereits nach dem zweiten Weltcupspringen ab. Ihr Comeback in der Saison 2016/17 war erfolgreich: Sie gewann zwei Weltcupspringen, wurde zweimal Zweite und zweimal Dritte. Damit sicherte sie sich zum dritten Mal den Gewinn der Aerials-Disziplinenwertung.
Im Weltcup 2017/18 war Xu erneut die Beste in ihrer Disziplin. Sie gewann zweimal und wurde zweimal Zweite, das schlechteste Ergebnis war ein fünfter Platz. Hingegen wurde sie bei den Olympischen Winterspielen 2018 in Pyeongchang ihrer Favoritenrolle nicht gerecht: Sie stürzte im letzten Finaldurchgang und wurde Neunte. Im Weltcup 2018/19 entschied sie mit drei Siegen und einem dritten Platz zum insgesamt fünften Mal die Disziplinenwertung für sich. Bei den Weltmeisterschaften 2019 in Park City gewann sie Silber im Team- und Bronze im Einzelwettbewerb.

## Erfolge

### Olympische Spiele
- Vancouver 2010: 6. Aerials
- Sotschi 2014: 2. Aerials
- Pyeongchang 2018: 9. Aerials
- Peking 2022: 2. Aerials (Mixed)

### Weltmeisterschaften
- Inawashiro 2009: 2. Aerials
- Inawashiro 2011: 2. Aerials
- Voss 2013: 1. Aerials
- Voss 2015: 3. Aerials
- Sierra Nevada 2017: 3. Aerials
- Park City 2019: 2. Aerials Team, 3. Aerials Einzel

### Weltcupwertungen
| Saison  | Gesamt | Gesamt | Aerials | Aerials |
| Saison  | Platz  | Punkte | Platz   | Punkte  |
| ------- | ------ | ------ | ------- | ------- |
| 2006/07 | 42.    | 16     | 16.     | 96      |
| 2008/09 | 15.    | 40     | 4.      | 282     |
| 2009/10 | 8.     | 52     | 3.      | 314     |
| 2010/11 | 5.     | 60     | 2.      | 420     |
| 2011/12 | 2.     | 66     | 1.      | 660     |
| 2012/13 | 1.     | 80     | 1.      | 560     |
| 2013/14 | 10.    | 49     | 3.      | 246     |
| 2014/15 | 21.    | 35,57  | 6.      | 249     |
| 2015/16 | 126.   | 4,83   | 27.     | 29      |
| 2016/17 | 5.     | 68,57  | 1.      | 480     |
| 2017/18 | 2.     | 67,50  | 1.      | 405     |
| 2018/19 | 2.     | 82,00  | 1.      | 410     |
| 2019/20 | 10.    | 50,14  | 2.      | 351     |

### Weltcupsiege
Xu errang im Weltcup bisher 45 Podestplätze, davon 25 Siege:
| Datum             | Ort                   | Land     |
| ----------------- | --------------------- | -------- |
| 14. Februar 2009  | Moskau                | Russland |
| 20. Dezember 2009 | Changchun             | China    |
| 18. Dezember 2010 | Beida Lake            | China    |
| 16. Januar 2011   | Mount Gabriel         | Kanada   |
| 20. Januar 2012   | Lake Placid           | USA      |
| 21. Januar 2012   | Lake Placid           | USA      |
| 29. Januar 2012   | Calgary               | Kanada   |
| 4. Februar 2012   | Blue Mountain         | Kanada   |
| 17. März 2012     | Myrdalen-Voss         | Norwegen |
| 5. Januar 2013    | Changchun             | China    |
| 12. Januar 2013   | Val Saint-Côme        | Kanada   |
| 17. Januar 2013   | Lake Placid           | USA      |
| 1. Februar 2013   | Deer Valley           | USA      |
| 17. Februar 2013  | Sotschi               | Russland |
| 20. Dezember 2014 | Peking                | China    |
| 21. Dezember 2014 | Peking                | China    |
| 17. Dezember 2016 | Beida Lake            | China    |
| 10. Februar 2017  | Pyeongchang           | Südkorea |
| 12. Januar 2018   | Deer Valley           | USA      |
| 20. Januar 2018   | Lake Placid           | USA      |
| 19. Januar 2019   | Lake Placid           | USA      |
| 24. Februar 2019  | Minsk                 | Belarus  |
| 3. März 2019      | Shimao Lotus Mountain | China    |
| 21. Dezember 2019 | Shimao Lotus Mountain | China    |
| 22. Dezember 2019 | Shimao Lotus Mountain | China    |

### Juniorenweltmeisterschaften
- Airolo 2007: 1. Aerials

### Weitere Erfolge
- Winter-Asienspiele 2007: 2. Aerials